# Кириченко, Дмитрий Сергеевич
Дми́трий Серге́евич Кириче́нко (род. 17 января 1977[…], Новоалександровск, Ставропольский край) — российский футболист, нападающий, заслуженный мастер спорта России (2005); футбольный тренер. За сборную России сыграл 12 матчей и забил 4 мяча.

## Карьера игрока

### Клубная
Первым клубом в карьере Кириченко стал «Локомотив» из Минеральных Вод. За клуб, выступавший в третьей лиге, провёл 24 игры, голов не забил. Потом был сезон в «Искре» из Новоалександровска. В таганрогском «Торпедо» в дебютном сезоне забил 7 голов, а год спустя — 32. Сезон-98 начал в качестве игрока «Ростсельмаша».
Свой первый мяч в чемпионате (один гол пришёлся на турнир второго дивизиона, где играл «Ростсельмаш»-2) Кириченко забил в 8-м туре в игре против «Тюмени» (4:0). В 11-м туре сделал свой первый дубль, забив два гола в гостевой игре с московским «Динамо». В 1999 году забил шесть голов.
В 2000 году забил 14 голов, в 2001 — 13, в 14-м туре сделал первый на высшем уровне хет-трик в ворота «Крыльев Советов».
В вице-чемпионском составе ЦСКА-2002 в первом же туре трижды забил «Торпедо-ЗИЛ». Всего в чемпионате забил 15 голов, причём сделал хет-трик и в поединке с «Ростовом». В сезоне-2003 — забил 5 голов и завоевал чемпионский титул. В чемпионате 2004 года Кириченко забил 9 раз.
В начале 2005 года перешёл в «Москву», в составе которой забил 26 голов за два чемпионата и обеспечил себе членство в «Клубе 100».
В межсезонье 2006—2007 перешёл в подмосковный клуб «Сатурн». Получал в клубе годовой оклад в размере 27,5 млн рублей (около 2,2 млн рублей ежемесячно). 25 августа 2007 года в матче 22-го тура чемпионата России «Локомотив» — «Сатурн» (0:2) Кириченко забил свой 100-й мяч в чемпионатах России и стал третьим игроком, кому удалось добиться этого показателя, после Олега Веретенникова и Дмитрия Лоськова.
12 сентября 2009 года в матче «Сатурна» с «Рубином» провёл 300-й матч в высшем дивизионе российского футбола. В них 111 раз поразил ворота соперника.
В январе 2011 года подписал контракт на 2,5 года с клубом «Ростов». В 2011 году принял участие в 13 матчах чемпионата, в основном выходя на замену, и забил два гола. 23 января 2012 года стало известно, что главный тренер ФК «Ростов» не рассчитывает на Кириченко, и что клуб готов расстаться с ним.
Летом 2013 года стал футболистом саранской «Мордовии». Соглашение было рассчитано сроком на один сезон.

### В сборной
Кириченко входил в состав сборной России на Евро-2004. В первых двух матчах против Испании и Португалии форвард остался на скамейке запасных, но в третьей встрече против Греции, не имевшей для сборной России турнирного значения (команда проиграла обе стартовые игры и досрочно потеряла даже теоретические шансы на выход в плей-офф), Кириченко вышел в стартовом составе и открыл счёт уже на 67-й секунде матча, забив самый быстрый гол в истории финальных турниров чемпионата Европы. Достижение нападающего продержалось двадцать лет, пока его не улучшил Недим Байрами, забивший на Евро-2024 гол за Албанию в ворота Италии на 23-й секунде.

## Тренерская карьера
В ноябре 2013 Кириченко поступил на учёбу в Академию тренерского мастерства. 3 марта 2014 года объявил о завершении карьеры футболиста.
29 сентября 2014 года руководством клуба «Ростов» было принято решение о вхождении Кириченко в тренерский штаб клуба. После отставки Курбана Бердыева летом 2016 года стал исполняющим обязанности главного тренера «Ростова». Под его руководством клуб вышел в групповой этап Лиги чемпионов, пройдя в квалификации «Аякс» (Бердыев при этом являлся тренером-консультантом).
С 6 декабря 2017 года по 18 декабря 2017 года вновь стал и. о. главного тренера. Под его руководством «Ростов» 10 декабря 2017 года обыграл с минимальным счётом в домашнем матчем ФК «Уфа». 21 декабря 2017 года объявил о том, что покидает клуб.
В июне 2018 вошёл в тренерский штаб клуба РПЛ «Уфа». В связи с отсутствием у Сергея Томарова соответствующей лицензии был заявлен в качестве главного тренера клуба в Лиге Европы. 7 ноября после отставки Томарова был назначен исполняющим обязанности главного тренера. 10 декабря 2018 года был утверждён в качестве главного тренера «Уфы». 27 марта был отправлен в отставку в связи с неудачными выступлениями в весенней части чемпионата.
3 сентября 2021 года Дмитрий Кириченко вошёл в тренерский штаб алматинского «Кайрата», где выполнял обязанности ассистента Курбана Бердыева.
В июле 2022 года вошёл в тренерский штаб Курбана Бердыева в иранском «Трактор Сази» из Тебриза.
В конце ноября 2022 года вместе с главным тренером Курбаном Бердыевым покинул иранский «Трактор Сази».
В начале января 2023 года вошёл в тренерский штаб Курбана Бердыева в футбольном клубе «Сочи». 1 апреля 2024 было объявлено, что Дмитрий Кириченко стал новым главным тренером ивановского «Текстильщика» из «серебряной группы» второй лиги.

## Достижения
Командные
ЦСКА
- Чемпион России: 2003
- Серебряный призёр чемпионата России: 2002, 2004
- Обладатель Кубка России: 2002
- Обладатель Суперкубка России: 2004
- Обладатель Кубка УЕФА: 2005

«Сатурн»
- Финалист Кубка Интертото 2008

«Ростов»
- Серебряный призёр чемпионата России 2015/16

«Кайрат»
- Бронзовый призёр чемпионата Казахстана 2021
- Обладатель Кубка Казахстана: 2021

Личные
- Лучший бомбардир чемпионата России: 2002, 2005.
- Рекордсмен чемпионатов России по количеству голов забитых с пенальти подряд — 22. Серия продолжалась более 10 лет, первый забитый пенальти — 23 июня 2000 года[20], промах — 14 августа 2010 года.
- Лучший бомбардир Кубка Интертото: 2008.
- Член «Клуба 100» российских бомбардиров
- 4-й бомбардир в истории чемпионатов России (129 голов в 377 матчах) и лучший бомбардир после выходов на замену (24 гола в 127 матчах)

## Статистика

### Клубная статистика по сезонам
| Сезон    | Клуб                  | Лига                | Чемпионат | Чемпионат | Кубки | Кубки | Еврокубки | Еврокубки |
| Сезон    | Клуб                  | Лига                | Игры      | Голы      | Игры  | Голы  | Игры      | Голы      |
| -------- | --------------------- | ------------------- | --------- | --------- | ----- | ----- | --------- | --------- |
| 1994     | Локомотив (Мин. Воды) | Третья лига, 1 зона | 24        | 0         | 0     | 0     | —         | —         |
| 1996     | Торпедо (Таганрог)    | Вторая лига, Запад  | 39        | 7         | 3     | 0     | —         | —         |
| 1997     | Торпедо (Таганрог)    | Вторая лига, Запад  | 37        | 32        | 1     | 0     | —         | —         |
| 1998     | Ростсельмаш           | Высший дивизион     | 23        | 5         | 3     | 1     | —         | —         |
| 1999     | Ростсельмаш           | Высший дивизион     | 28        | 6         | 1     | 0     | 6         | 0         |
| 2000     | Ростсельмаш           | Высший дивизион     | 29        | 14        | 1     | 0     | 2         | 1         |
| 2001     | Ростсельмаш           | Высший дивизион     | 28        | 13        | 0     | 0     | —         | —         |
| 2002     | ЦСКА (Москва)         | Премьер‑лига        | 26        | 15        | 2     | 0     | 1         | 0         |
| 2003     | ЦСКА (Москва)         | Премьер‑лига        | 22        | 5         | 4     | 1     | 2         | 1         |
| 2004     | ЦСКА (Москва)         | Премьер‑лига        | 26        | 9         | 5     | 2     | 3         | 0         |
| 2005     | Москва                | Премьер‑лига        | 26        | 14        | 2     | 2     | —         | —         |
| 2006     | Москва                | Премьер‑лига        | 29        | 12        | 2     | 2     | 4         | 0         |
| 2007     | Сатурн (Раменское)    | Премьер‑лига        | 27        | 9         | 2     | 1     | —         | —         |
| 2008     | Сатурн (Раменское)    | Премьер‑лига        | 17        | 1         | 1     | 0     | 3         | 5         |
| 2009     | Сатурн (Раменское)    | Премьер‑лига        | 27        | 8         | 0     | 0     | —         | —         |
| 2010     | Сатурн (Раменское)    | Премьер‑лига        | 28        | 8         | 0     | 0     | —         | —         |
| 2011/12* | Ростов                | Премьер‑лига        | 19+2      | 5+1       | 4     | 0     | —         | —         |
| 2012/13  | Ростов                | Премьер‑лига        | 22        | 5         | 4     | 1     | —         | —         |
| 2013/14  | Мордовия              | ФНЛ                 | 12        | 1         | 2     | 0     | —         | —         |

*В сезоне 2011/12 провёл 2 игры в переходных матчах, забил 1 гол.
Жирным - лучший бомбардир турнира

### Матчи Кириченко за сборную России
| Матчи Кириченко за сборную России | Матчи Кириченко за сборную России | Матчи Кириченко за сборную России | Матчи Кириченко за сборную России | Матчи Кириченко за сборную России | Матчи Кириченко за сборную России | Матчи Кириченко за сборную России |
| №                                 | Дата                              | Оппонент                          | Счёт                              | Голы Кириченко                    | Соревнование                      |                                   |
| --------------------------------- | --------------------------------- | --------------------------------- | --------------------------------- | --------------------------------- | --------------------------------- | --------------------------------- |
| 1                                 | 12 февраля 2003                   | Кипр                              | 1:0                               | -                                 | Товарищеский матч                 |                                   |
| 2                                 | 13 февраля 2003                   | Румыния                           | 4:2                               | -                                 | Товарищеский матч                 |                                   |
| 3                                 | 28 апреля 2004                    | Норвегия                          | 2:3                               | 1                                 | Товарищеский матч                 |                                   |
| 4                                 | 25 мая 2004                       | Австрия                           | 0:0                               | -                                 | Товарищеский матч                 |                                   |
| 5                                 | 20 июня 2004                      | Греция                            | 2:1                               | 1                                 | Финальные матчи ЧЕ-2004           |                                   |
| 6                                 | 9 октября 2004                    | Люксембург                        | 4:0                               | -                                 | Отборочные матчи ЧМ-2006          |                                   |
| 7                                 | 13 октября 2004                   | Португалия                        | 1:7                               | -                                 | Отборочные матчи ЧМ-2006          |                                   |
| 8                                 | 17 августа 2005                   | Латвия                            | 1:1                               | -                                 | Отборочные матчи ЧМ-2006          |                                   |
| 9                                 | 3 сентября 2005                   | Лихтенштейн                       | 2:0                               | -                                 | Отборочные матчи ЧМ-2006          |                                   |
| 10                                | 8 октября 2005                    | Люксембург                        | 5:1                               | 2                                 | Отборочные матчи ЧМ-2006          |                                   |
| 11                                | 12 октября 2005                   | Словакия                          | 0:0                               | -                                 | Отборочные матчи ЧМ-2006          |                                   |
| 12                                | 27 мая 2006                       | Испания                           | 0:0                               | -                                 | Товарищеский матч                 |                                   |

Итого: 12 матчей / 4 гола; 6 побед, 4 ничьи, 2 поражения.

### Статистика в качестве главного тренера
| «Уфа»                   | Россия | 7 ноября 2018 | 27 марта 2019 | 7  | 1  | 2  | 4  | 014,29 |
| «Текстильщик» (Иваново) | Россия | 1 апреля 2024 | н.в.          | 52 | 21 | 17 | 14 | 040,38 |
| Всего                   | Всего  | Всего         | Всего         | 59 | 22 | 19 | 18 | 037,29 |